# 天主教奇洛教区
天主教奇洛教區 （拉丁語：Diocesis Chilavensis）是斯里蘭卡一個羅馬天主教教區，屬科倫坡總教區。1939年1月5日自科倫坡總教區分出，建立教區。
教區範圍包括斯里蘭卡西北省普塔勒姆區，教座位於區府奇洛。2006年有教友233,708人、44個堂區、85名司鐸。現任教區主教為瓦朗斯‧萬迪斯。